# Zimmerbilder

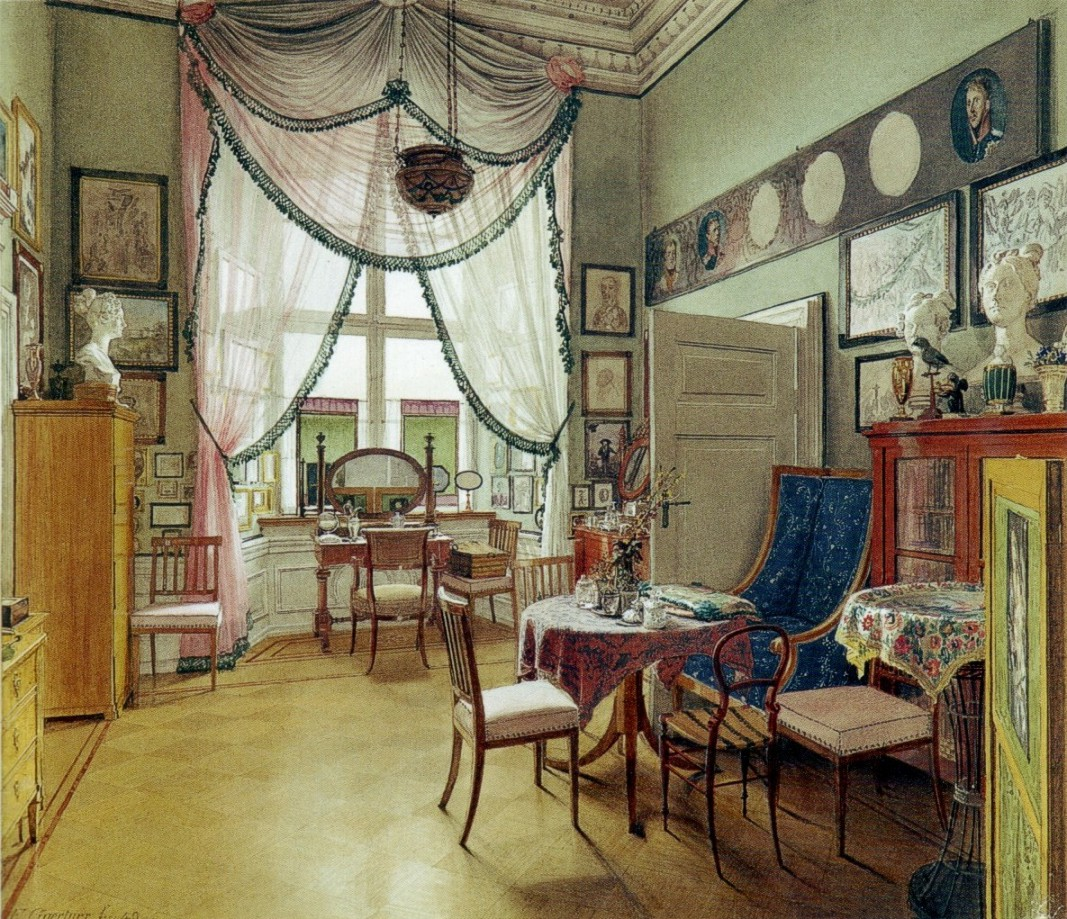
Eduard Gaertner, Berlin 1849

Mit dem Begriff Zimmerbilder bezeichnet man ein Genre der Malerei, das sich mit der Darstellung von – meist privaten – Innenräumen befasste und fast ausschließlich in der Kulturepoche des Biedermeiers verbreitet war.

## Voraussetzungen
Ein Kennzeichen des Biedermeiers war die Entwicklung zu Einfachheit und Bescheidenheit – nicht als ethische Haltung, sondern als Stilfrage. Statt überbordender Formen und reichlicher Anwendung von Gold galten nun schlichte, formal reduzierte Objekte und einfache, aber meisterhaft bearbeitete Materialien als Ausweis ästhetischer Qualität. Diese besondere Art von vornehmer Bescheidenheit war kostspielig. Der Adel und zunehmend auch das wohlhabende Bürgertum konnten sie sich leisten – und sie ließen das Erreichte in Bildern festhalten.

## Form, Inhalt und Verwendung

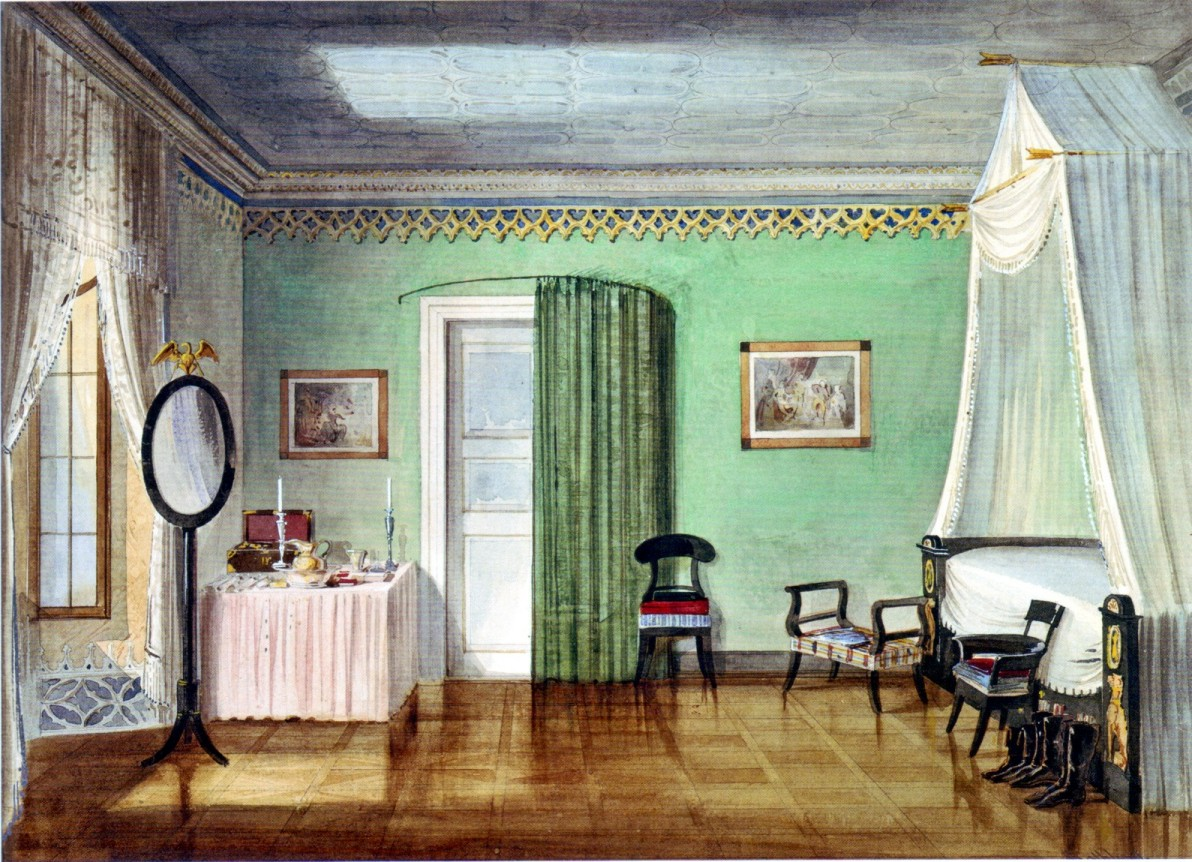
Ferdinand Rothbart, Coburg 1848

Zimmerbilder gab es als Zeichnungen, Aquarelle und Gouachen sowie in verschiedenen Mischtechniken. Sie waren relativ klein, ein durchschnittliches Querformat maß etwa 32,5 × 22,5 cm, größere Abweichungen nach oben oder unten kamen vor, waren aber selten. Die Darstellungen folgten in den meisten Fällen dem Prinzip der Guckkastenbühne. Der Blickpunkt war häufig leicht aus der Mitte nach links versetzt. Diese Arbeiten waren nicht das Werk von Amateuren, sondern von professionellen Künstlern, zum Teil von spezialisierten „Zimmermalern“, allerdings gibt es durchaus auch Exemplare, die von Laien gefertigt wurden, da Malen und Zeichnen zur Freizeitbeschäftigung wohlhabenderer Familien gehörten. Ein deutlicher Beleg für die Wertschätzung, die das Genre zeitweilig genoss, ist eine Serie von neun Aquarellen, die der berühmte Architekturmaler Eduard Gaertner im Auftrag der königlichen Familie von Innenräumen des Berliner Stadtschlosses anfertigte.
Mit großer Genauigkeit wurde der Zustand eines bestimmten Innenraums zu einer bestimmten Zeit geschildert – Aussehen und Platzierung von Möbelstücken, die Farben und Muster von Tapeten, Vorhängen und Teppichen, die Ausgestaltung der Räume mit Kunstwerken, Alltagsgegenständen oder Zierobjekten. Diese detaillierte Wiedergabe der Inneneinrichtungen lässt erkennen, wie intensiv sich die Zeitgenossen mit den Gegenständen ihres privaten Umfeldes beschäftigten und macht zugleich deutlich, dass man dies auch dokumentieren wollte. Personen wurden auf diesen Bildern selten gezeigt, und wenn, dann kaum mit ihren individuellen Zügen, sondern kleinformig und in einer Tätigkeit begriffen, die der Zweckbestimmung des jeweiligen Raumes entsprach. Das Individuum war vor allem indirekt präsent, durch die genaue Beschreibung seiner privaten Umgebung.
Zimmerbilder wurden üblicherweise als persönliche Geschenke zu bestimmten Anlässen in Auftrag gegeben. Der preußischen Prinzessin Elisabeth schenkten ihre Eltern ein Bild ihres Berliner Kinderzimmers, als sie jung verheiratet nach Darmstadt ging. Und ein Aquarell des Arbeitszimmers von Großherzog Ludwig II. von Hessen-Darmstadt entstand als Kopie noch nach dessen Tod und wurde posthum verschenkt. Die Blätter wurden allenfalls weitervererbt, jedenfalls nicht öffentlich ausgestellt und nicht verkauft. Man stellte sie zu Alben zusammen – eine damals bei Damen der Gesellschaft beliebte Beschäftigung – und betrachtete sie in häuslicher Umgebung. Über ihre emotionale Bedeutung hinaus wurden diese Sammelbände damit auch zu Abbildern des Kunstverständnisses, der Bildungsstufe und des sozialen Status ihrer Besitzerinnen.

## Beginn und Ende
Die frühesten erhaltenen Zimmerbilder stammen aus Wien (1815) und München (1820); aus Berlin gibt es Beispiele seit 1828. Sicher lassen sich ältere, halbwegs vergleichbare Darstellungen finden – etwa Stillleben und die Wiedergabe von Innenräumen in der holländischen Malerei, auch sonst vereinzelt Interieurschilderungen und Architekturentwürfe. Aber nur im Biedermeier, also in der ersten Hälfte des 19. Jh., und in einem begrenzten geografischen Raum – in den deutschen Ländern und in Österreich – waren Zimmerbilder ein etabliertes, autonomes Genre der Malerei.
In den unmittelbar folgenden historischen Abschnitten behielten die Bilder zwar noch eine Zeit lang ihren privaten Erinnerungswert, verloren aber an Bedeutung durch den Wandel der ästhetischen Anschauungen und der individuellen Gewohnheiten. Der Wunsch, die eigenen vier Wände auf diese spezielle Art zu dokumentieren, war nicht mehr so verbreitet wie zuvor. Wer dies dennoch wünschte, bediente sich des „modernen“ Mediums der Fotografie. Mit größerem Abstand zu ihrer Entstehung allerdings wurden die Zimmerbilder des Biedermeiers wieder wichtig als Quellen spezieller Informationen zur Kulturgeschichte. Sie überliefern kaum im Original erhaltene Details der Raumausstattung wie Textilien (Vorhänge, Gardinen, Teppiche usw.) oder völlig vergängliche wie Pflanzenschmuck. Auch die tatsächliche Aufstellung und Nutzung des an sich häufig erhaltenen zeitgenössischen Mobiliars oder kleinerer Gebrauchs- und Dekorationsgegenstände lässt sich an Zimmerbildern ablesen. Ist ein Bild mit Ortsangabe versehen, kann man daran die individuellen Merkmale des jeweils regionalen Möbelstils studieren, da die genaue Herkunft von Möbeln im Museumsbesitz oftmals nicht dokumentiert wurde. So lassen sich Aussagen über bestimmte regionale oder gar lokale Besonderheiten treffen und erhaltene Möbel, deren Herkunft unbekannt ist, entsprechend einordnen.

## Galerie

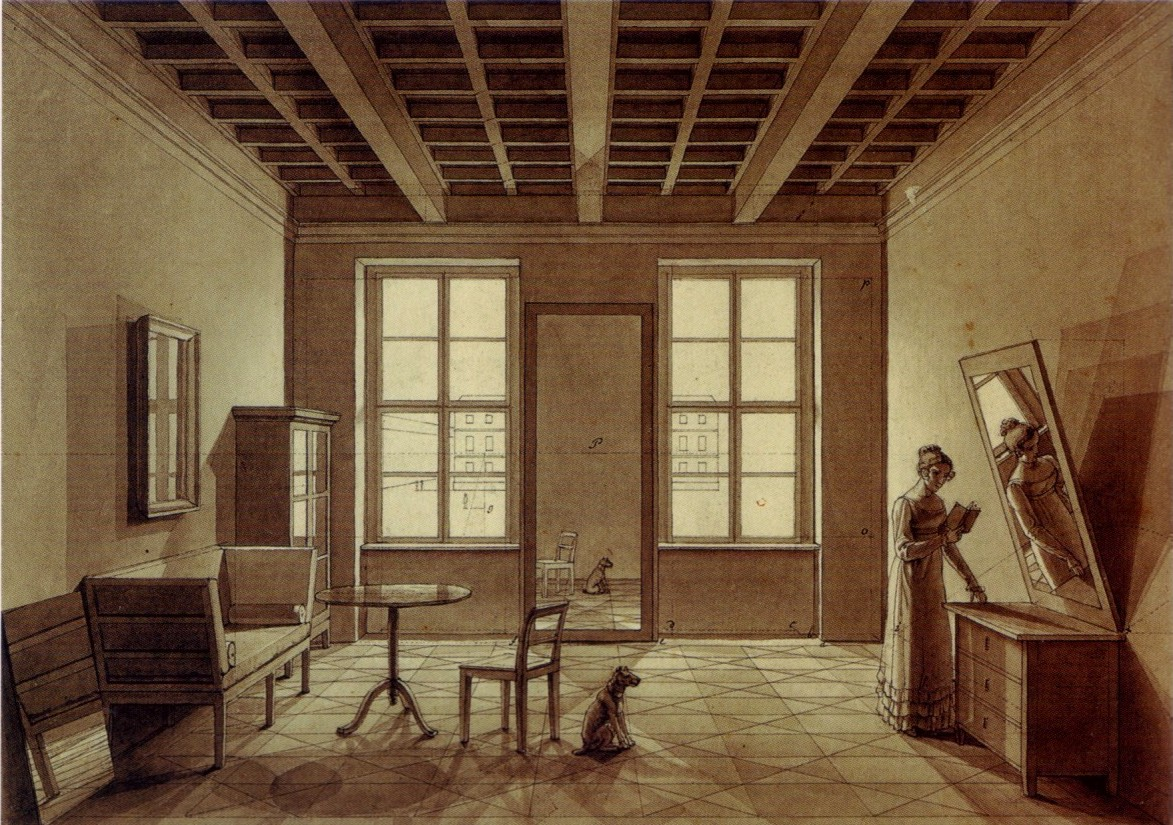
Johann Erdmann Hummel, Berlin ca. 1820 (Studienblatt)
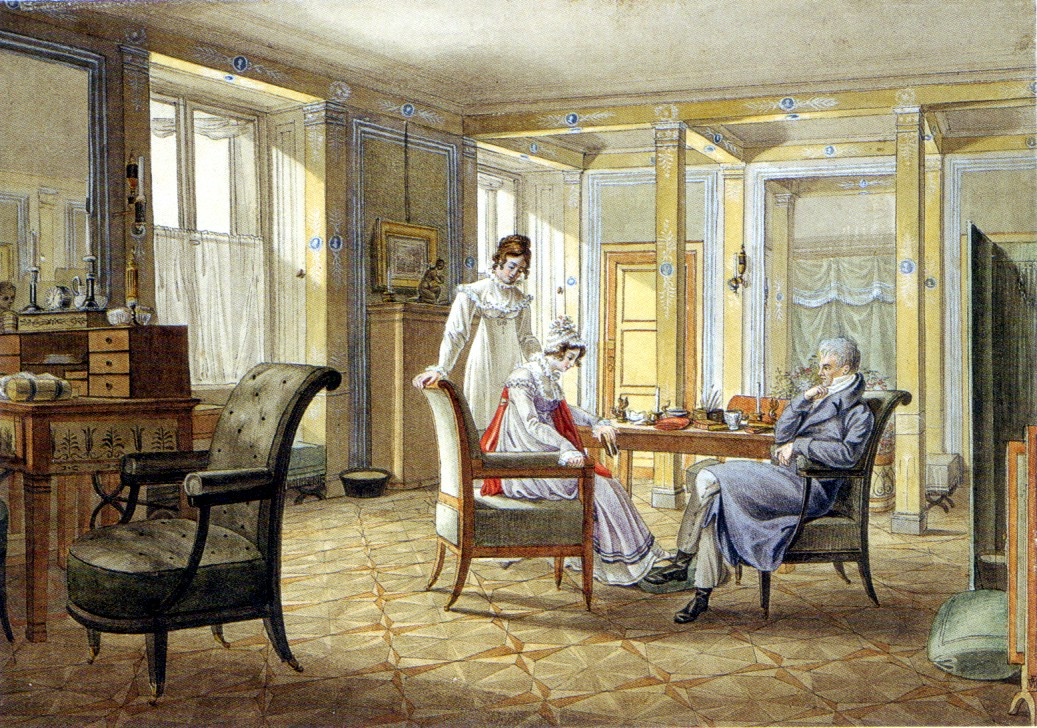
anonym (E.W.), Wien ca. 1820
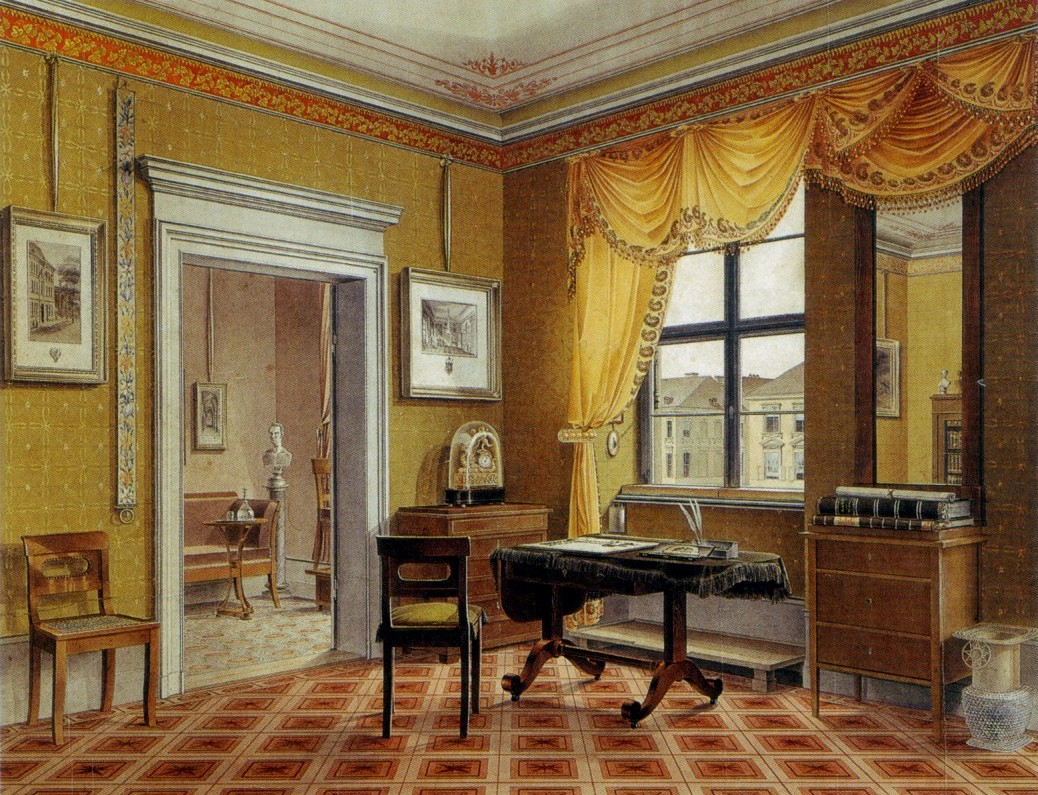
Leopold Zielcke, Berlin ca. 1825
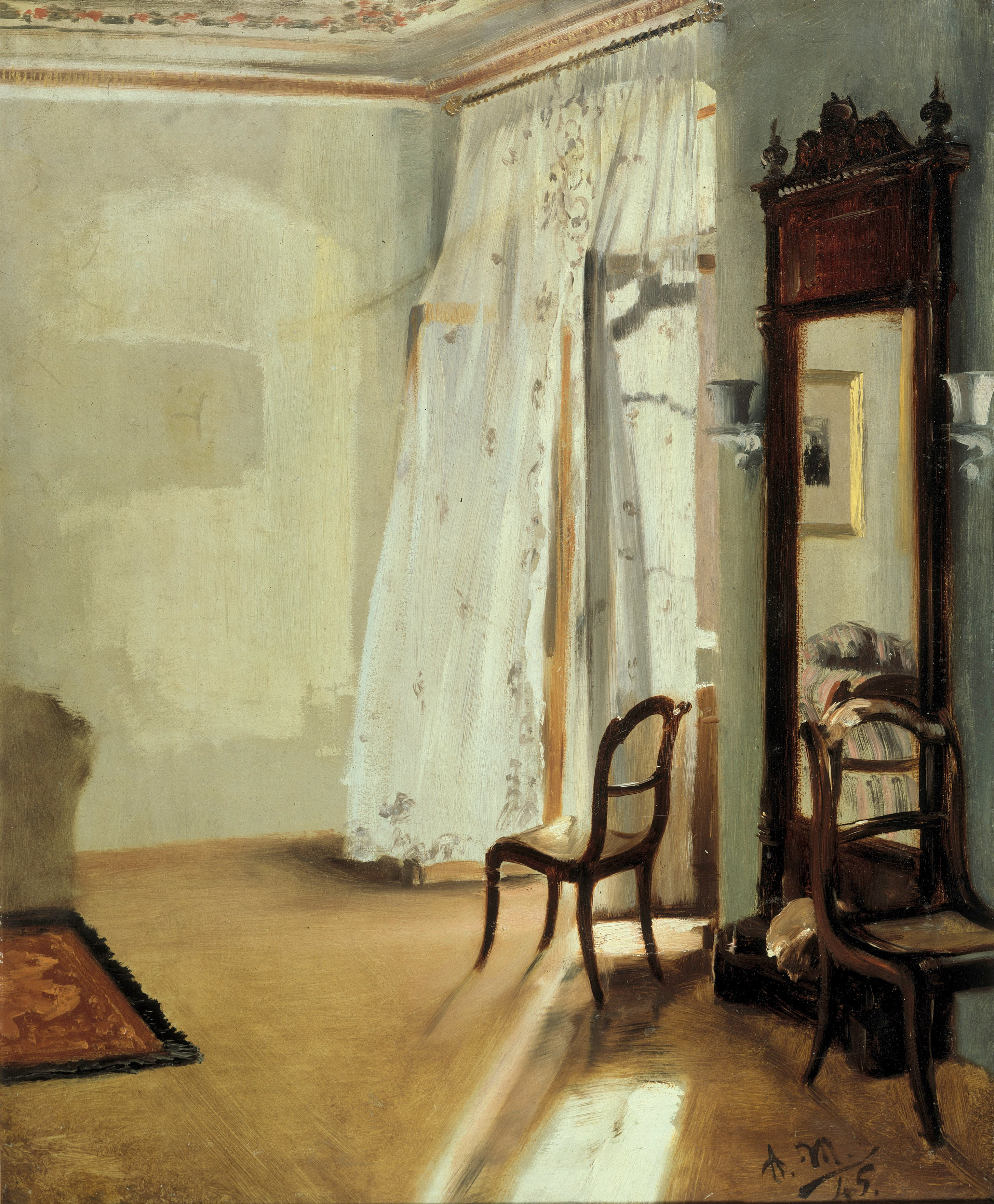
Adolph von Menzel, Das Balkonzimmer, 1845
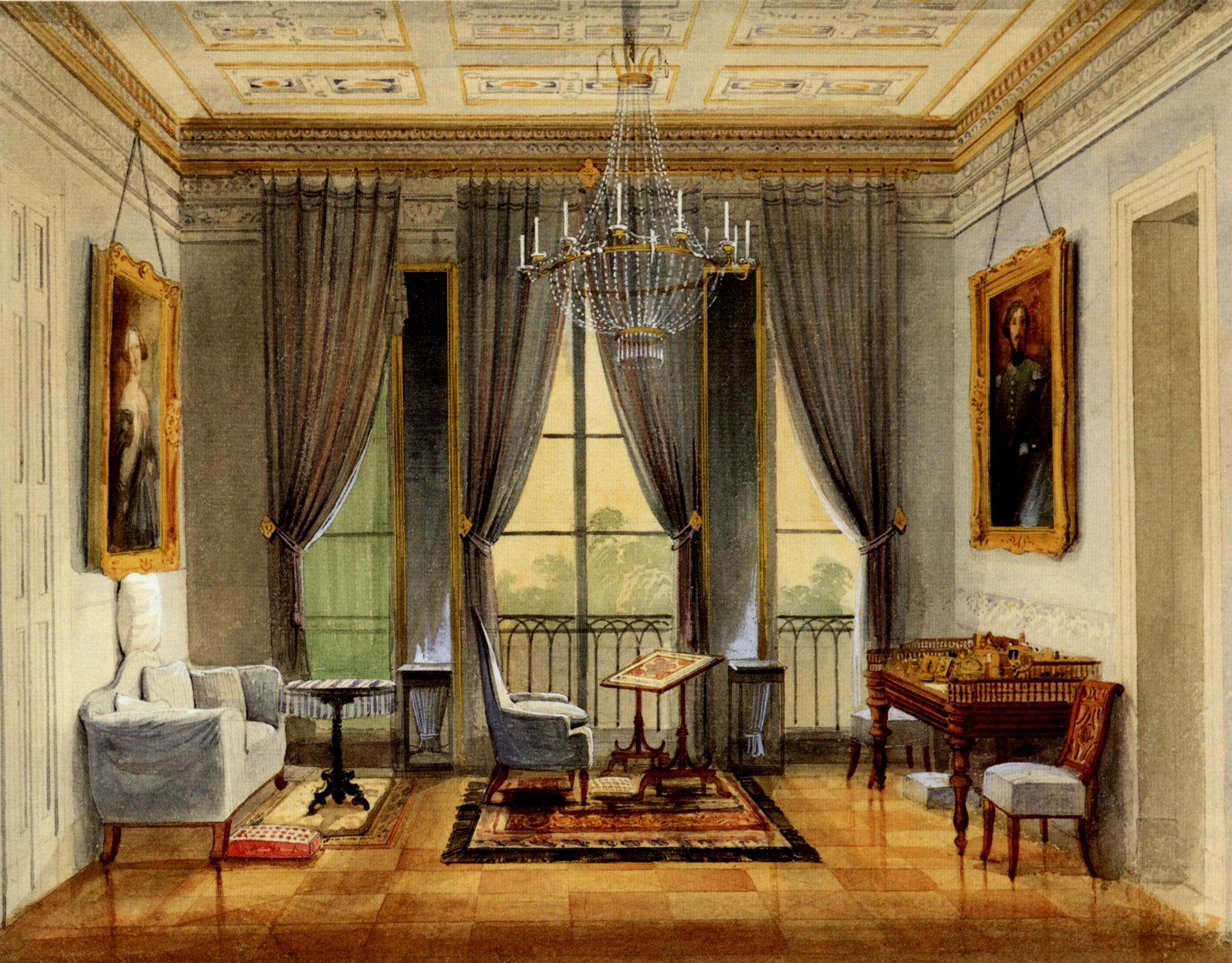
Ferdinand Rothbart, Balkonzimmer Winterpalais Gotha 1848